# خیلی مخفیانه
خیلی مخفیانه (انگلیسی: Secretly, Greatly; کره‌ای: 은밀하게 위대하게) یک فیلم اکشن کمدی-درام محصول کره جنوبی سال ۲۰۱۳ با بازی کیم سو هیون، پارک کی وونگ و لی هیون-وو است.
این فیلم یک اثر اقتباسی از وب‌تون جاسوسی Covertness اثر هون است که در سال ۲۰۱۰ منتشر شد و بیش از ۴۰ میلیون بازدید به دست آورده‌است.

## بازیگران

### اصلی
- کیم سو هیون در نقش ستوان وون ریو هوان / بانگ دونگ گو[۸][۹][۱۰][۱۱][۱۲][۱۳][۱۴][۱۵][۱۶][۱۷]
- پارک کی وونگ در نقش ری هی رانگ / کیم مین سو
- لی هیون-وو در نقش ری هی جین